# Обратный косяк

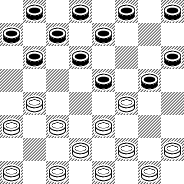
Позиция после 3…fe5.

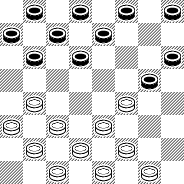
Табия дебюта после хода 4.ab2

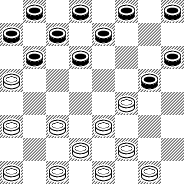
Табия дебюта после хода 4.ba5

Обратный косяк — дебют в русских шашках. Табия дебюта возникает после ходов 1.cb4 fg5 2.gf4 gf6 3.bc3 fe5 4.ab2 или 4.ba5 e:g3 5. h:f4 При бое e:g3 5. f:f6 e:g5 возникает обратная игра Дьячкова.
В ранней теории два варианта выделялись в отдельные дебюты с названием:
- Обратный косяк с 4.ab2: 1.cb4 fg5 2.gf4 gf6 3.bc3 fe5 4.ab2
- Обратный косяк с 4.ba5: 1.cb4 fg5 2.gf4 gf6 3.bc3 fe5 4.ba5

В 1930-х годах считалось, что дебют дает большое преимущество чёрным, поэтому играющие белыми неохотно разыгрывали его. В 1960-х дебют вошел в моду, когда украинские и ленинградские шашисты доказали, что белые получают равноправную игру, в ряде вариантов — с преимуществом.